# Eros auratocollis
Eros auratocollis is een keversoort uit de familie netschildkevers (Lycidae). De wetenschappelijke naam van de soort werd in 1861 gepubliceerd door Charles Adolphe Albert Fauvel.